# Їдеельвен
Їдеельвен (швед. Gideälven, також Gideälv, Gideån) — річка у центральній частині Швеції. Довжина річки становить 225 км, площа басейну — 3441,8 км² (за іншими даними — 3425 км²). Середня річна витрата води — 35,9 м³/с, мінімальна витрата води на день — 4,34 м³/с. На Їдеельвен зведено 7 ГЕС.
Річкою до побудови ГЕС здійснювався сплав лісу.

## Назва
У документах 1541 року річка Їдеельвен згадується під назвою Gidhåån (Їдгоон) і спочатку, ймовірно, мала назву Get або Geta. Походження слова не є відомим. Get у  Онгерманланді вимовляється як «Їт».
У верхній частині течії, у південній Лапландії, має назву Їгон (швед. Gigån).

## Географія
Річка Їдеельвен бере початок з озера Гакшен (швед. Hacksjön) на півдні Лапландії. Впадає у фіорд Гусумсф'єрден (швед. Husumsfjärden) і через нього — у Ботнічну затоку Балтійського моря. Біля гирла річки лежить місто Гусум.
Річка утворює кілька порогів і водоспадів.
Більшу частину басейну річки — 82 % — займають ліси. Болота й озера займають відповідно 10 % і 5,4 % території басейну. Сільськогосподарські угіддя займають лише 1 % території, причому вони знаходяться у нижній частині течії річки.
У річку на нерест заходять лосось і пструг. Через наявність ГЕС і інших гідротехнічних споруд, риба проходить лише на відстань 8,8 км. На ГЕС «Гідеобака» (швед. Gideåbacka) є рибопропускні споруди, в той час як на ГЕС «Їдбеле» (швед. Gidböle) їх немає і вона обмежує дальність міграції риби у річці.